# FK Vėtra Vilnius
FK Vėtra var en litauisk fotbollsklubb från huvudstaden Vilnius. Klubben grundades 1996 i Rūdiškės, en förort till huvudstaden, men flyttade in till centrala Vilnius 2003 när klubben köpte sin egen stadion (Vėtra Stadium, tar 5900 åskådare).
2004 spelade klubben för första gången i UEFA Intertoto Cup (Intertotocupen) och kom till den 3:e omgången efter 3 segrar, två oavgjorda och en förlust. Resultatet i Intertotocupen året därpå var inte lika meriterande, då man förlorade båda matcherna i den första omgången mot CFR Cluj (som blev finalister i turneringen). I Intertotocupen 2006 spelade man mot Shelbourne FC, men åkte ut med sammanlagt 5-0. Under en match i den andra omgången i Intertotocupen 2007 så stormade motståndarlaget Legia Warszawas supportrar planen vid ställningen 2-0 till Vėtra. FK Vėtra tilldömdes segern i matchen och i dubbelmötet och gick vidare till finalomgången i turneringen.

## Meriter
- A lyga
  - Tvåa (1): 2009
  - Trea (3): 2003, 2006, 2008

- Litauiska Cupen [1]
  - Tvåa (4): 2003, 2005, 2008, 2010

## Placering tidigare säsonger
| Säsong | Nivå | Liga   | Placering | Referens | Kommentar |
| ------ | ---- | ------ | --------- | -------- | --------- |
| 2003   | 1    | A lyga | 3         | [ 2 ]    |           |
| 2004   | 1    | A lyga | 5         | [ 3 ]    |           |
| 2005   | 1    | A lyga | 4         | [ 4 ]    |           |
| 2006   | 1    | A lyga | 3         | [ 5 ]    |           |
| 2007   | 1    | A lyga | 5         | [ 6 ]    |           |
| 2008   | 1    | A lyga | 3         | [ 7 ]    |           |
| 2009   | 1    | A lyga | 2         | [ 8 ]    |           |
| 2010   | 1    | A lyga |           | [ 9 ]    | Upplöst   |